# Sibudu-Höhle

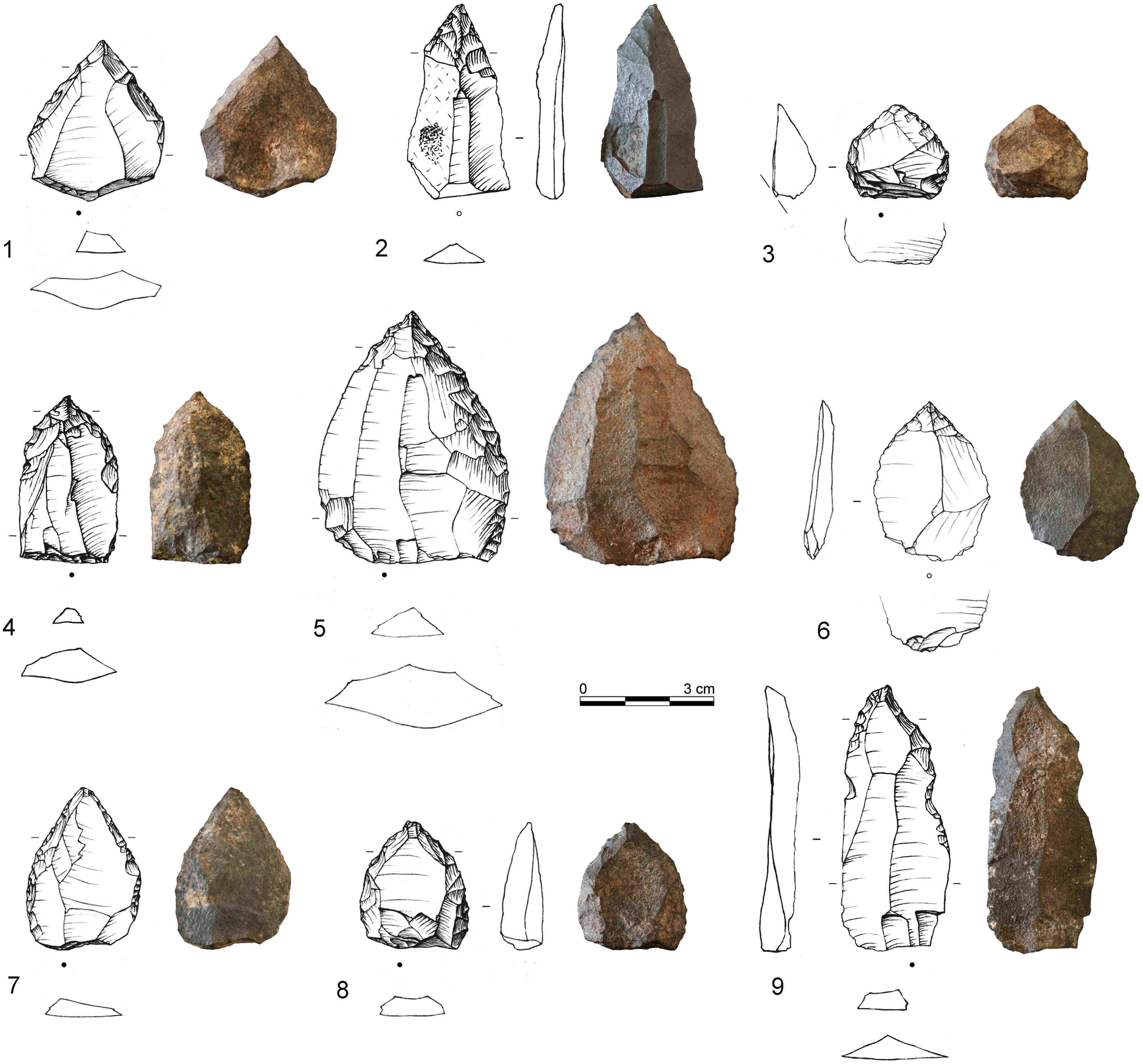
Steingerät aus der Sibudu-Höhle

Die Sibudu-Höhle (engl.: Sibudu cave) ist ein seit den 1960er-Jahren bekannter Abri in einer Sandsteinformation, rund 15 Meter oberhalb des Flusses Tongati in der Provinz KwaZulu-Natal in Südafrika, rund 40 Kilometer nördlich von Durban. Sie gilt als bedeutende archäologische Fundstätte, die bereits vor mindestens 77.000 Jahren – im so genannten Middle Stone Age – von Menschen (Homo sapiens) bewohnt war.
Laut einem Fachartikel in Antiquity wurden in der Höhle in einer 64.000 Jahre alten Bodenschicht Hinweise auf den Gebrauch von Pfeil und Bogen entdeckt, die – sollte die Deutung korrekt sein – der älteste Nachweis für diese Jagdtechnik wären.
Im Juli 2024 wurde die aus den drei verstreuten archäologischen Stätten Diepkloof Rock Shelter, Pinnacle Point Site Complex und Sibudu-Höhle bestehende Stätte Die Entstehung des modernen Menschen: Die pleistozänen Besiedlungsstätten Südafrikas in die Liste des UNESCO-Welterbes aufgenommen.

## Erforschung
Die Höhlung weist eine Bodenfläche von ungefähr 55 × 19 Metern auf. Grabungsleiterin war ab 1998 – dem Beginn der systematischen Erforschung – Lyn Wadley von der Witwatersrand-Universität, 2011 übernahm Nicholas Conard (Universität Tübingen) diese Aufgabe.
Es konnten zahlreiche aufeinander folgende Siedlungsschichten identifiziert werden, die eine wiederholte Nutzung in der Zeitspanne zwischen 77.000 und 38.000 Jahren vor heute belegen. Aus diesen unterschiedlich alten, bis zu acht Meter unter dem heutigen Niveau liegenden Schichten wurden unter anderem Tausende Steinwerkzeuge (einige mit Anhaftungen von pflanzlichem Klebstoff und Holz) sowie bearbeitete Knochen freigelegt. Zwei Fundschichten konnten aufgrund der Beschaffenheit der entdeckten Werkzeuge der so genannten „Still Bay Industry“ (72.000 – 71.000 Jahre alt) bzw. der Howieson’s Poort Industrie (65.000 bis 60.000 Jahre alt) zugeordnet werden. Entdeckt wurden unter anderem diverse Feuerstellen, zahlreiche angekohlte Knochen von kleinen und großen Säugetieren sowie mindestens 15 Schichten von Lagerstätten, die zentimeterdick mit Gräsern gepolstert waren (die älteste 77.000 Jahre alt) und deren Oberfläche aus Blättern der „Kap-Quitte“ Cryptocarya woodii bestand, deren ätherische Öle für Insekten und deren Larven giftig sind.
Ebenfalls gefunden wurden Reste von rotem Ocker und Perlenschnüre aus den Schalen von Meeresschnecken. Auf einem 49.000 Jahre alten Abschlag wurde Ockerstaub, vermischt mit Casein aus Milch, nachgewiesen – eine Kombination, die als Mittel zum Färben der Haut interpretiert wird.
Archäologische Experimente mit Gummi arabicum, Ocker und anderen in der Steinzeit verfügbaren Substanzen (die in Spuren in der Höhle nachgewiesen worden waren) erbrachten detaillierte Erkenntnisse zu den Arbeitsschritten beim Herstellen von Klebstoff und gaben Anstoß zu weit reichenden Überlegungen zu den kognitiven Fähigkeiten der früheren Höhlenbewohner. Die Vielzahl der verstreut umher liegenden Knochen führte zu der Vermutung, dass neben Pfeil und Bogen auch noch andere Jagdtechniken – Schlingen und Fallen – eingesetzt worden sein könnten.
Im Jahr 2015 protestierten zahlreiche Forscher wiederholt gegen Pläne der lokalen Regierung, in unmittelbarer Nähe der Höhle ein großes Wohn- und Industriegebiet auszuweisen, da die Grabungsstellen nicht hinreichend gegen unerwünschte Besucher gesichert seien.

## Belege
1. ↑  Michael Balter: South African Cave Slowly Shares Secrets of Human Culture. In: Science. Band 332, Nr. 6035, 2011, S. 1260–1261, doi:10.1126/science.332.6035.1260.
2. ↑  Marlize Lombard, Laurel Phillipson: Indications of bow and stone-tipped arrow use 64 000 years ago in KwaZulu-Natal, South Africa. In: Antiquity. Band 84, Nr. 325, 2010, S. 635–648.
3. ↑  The Emergence of Modern Human Behaviour: The Pleistocene Occupation Sites of South Africa.
4. ↑  Lyn Wadley: Announcing a Still Bay industry at Sibudu Cave, South Africa. In: Journal of Human Evolution. Band 52, Nr. 6, 2007, S. 681–689, doi:10.1016/j.jhevol.2007.01.002
5. ↑  Lyn Wadley: The Howieson’s Poort Industry of Sibudu Cave. In: South African Archaeological Society Goodwin Series. Band 10, 2008, S. 122–132.
6. ↑  Lyn Wadley et al.: Middle Stone Age Bedding Construction and Settlement Patterns at Sibudu, South Africa. In: Science. Band 334, Nr. 6061, 2011, S. 1388–1391, doi:10.1126/science.1213317.
Schon vor 77.000 Jahren lebten und schliefen Menschen auf medizinisch genutzten Pflanzen. Auf: idw-online.de vom 8. Dezember 2011.
7. ↑  Lyn Wadley: Cemented ash as a receptacle or work surface for ochre powder production at Sibudu, South Africa, 58,000 years ago. In: Journal of Archaeological Science. Band 37, Nr. 10, 2010, S. 2397–2406, doi:10.1016/j.jas.2010.04.012.
8. ↑  Paola Villa et al.: A Milk and Ochre Paint Mixture Used 49,000 Years Ago at Sibudu, South Africa. In: PLOS ONE. Band 10, Nr. 6, 2015: e0131273, doi:10.1371/journal.pone.0131273.
9. ↑  Lyn Wadley: Putting ochre to the test: replication studies of adhesives that may have been used for hafting tools in the Middle Stone Age. In: Journal of Human Evolution. Band 49, Nr. 5, 2005, S. 587–601, doi:10.1016/j.jhevol.2005.06.007.
10. ↑  Lyn Wadley, Tamaryn Hodgskiss, Michael Grant: Implications for complex cognition from the hafting of tools with compound adhesives in the Middle Stone Age, South Africa. In: PNAS. Band 106, Nr. 24, 2009, S. 9590–9594, doi:10.1073/pnas.0900957106.
11. ↑  Thomas Wynn: Hafted spears and the archaeology of mind. In: PNAS. Band 106, Nr. 24, 2009, S. 9544–9545, doi:10.1073/pnas.0904369106 Volltext
12. ↑  Lyn Wadley: Were snares and traps used in the Middle Stone Age and does it matter? A review and a case study from Sibudu, South Africa. In: Journal of Human Evolution. Band 58, Nr. 2, 2010, S. 179–192, doi:10.1016/j.jhevol.2009.10.004.
13. ↑  Michael Balter: Development threatens home of early humans. In: Science. Band 349, Nr. 6243, 2015, S. 11–12, doi:10.1126/science.349.6243.11.